# Remdiesel Z-STS

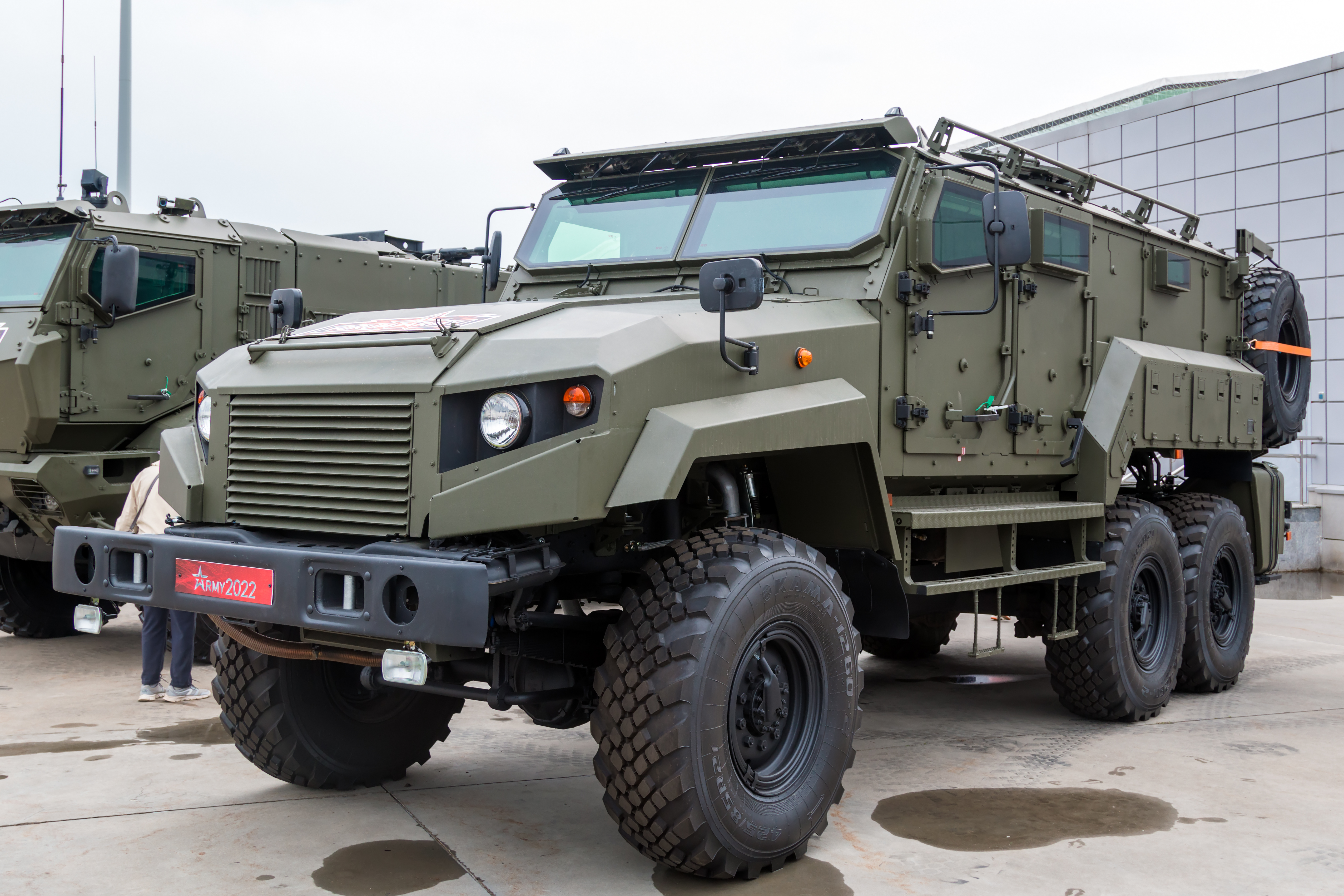

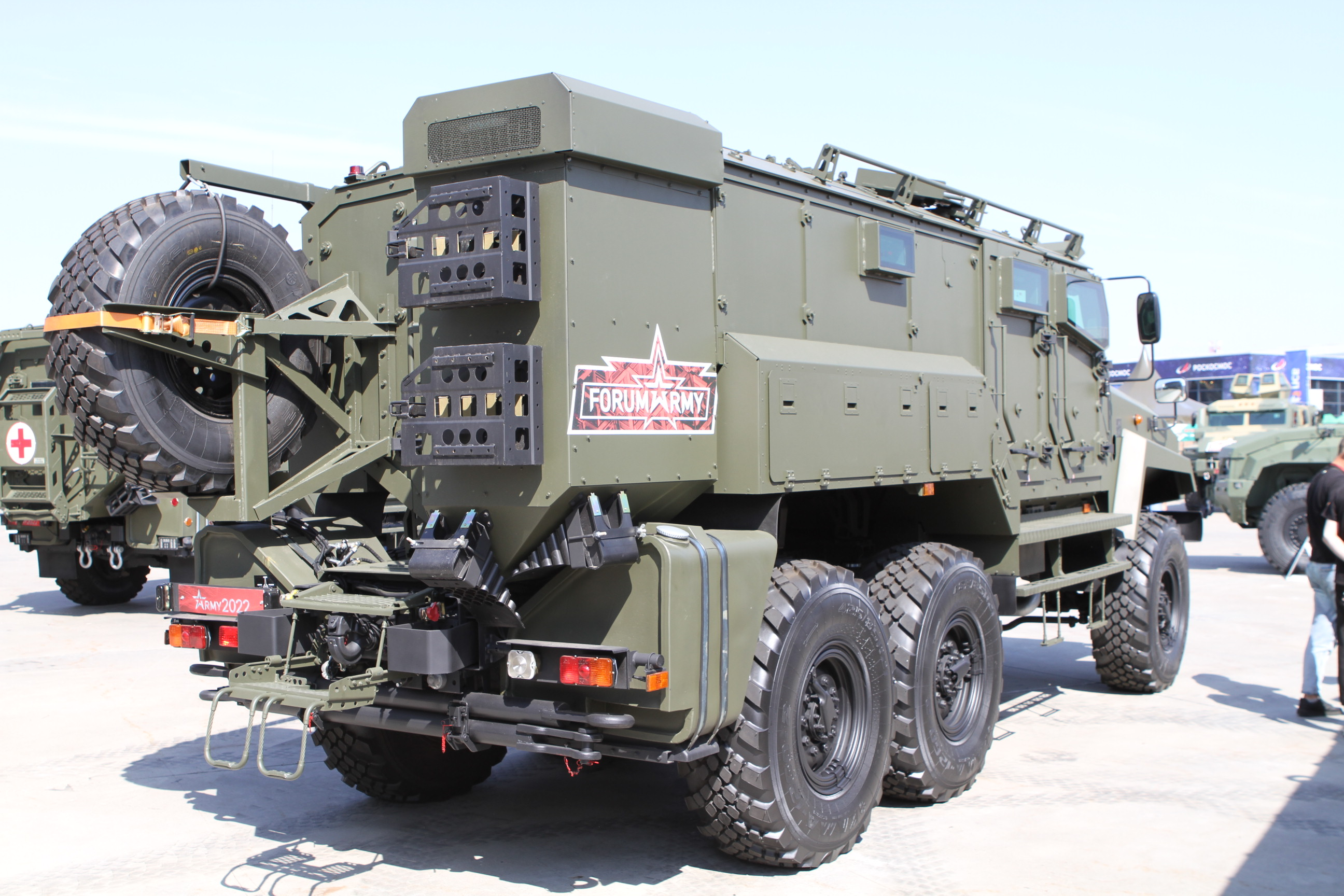

Remdiesel Z-STS ist ein russisches geschütztes Fahrzeug. Die Fahrzeuge werden von Remdiesel, einem Tochterunternehmen des Fahrzeugherstellers KAMAZ, auf Grundlage des Lastkraftwagens KamAZ-5350 produziert.

## Geschichte
Kurz nach dem Russischen Überfall auf die Ukraine im Februar 2022, meldeten Kadyrowzy, die dem tschetschenischen Präsidenten Ramsan Kadyrow unterstellten Sicherheitskräfte, Bedarf an geschützten Fahrzeugen. Die tschetschenischen Sicherheitskräfte suchten ein gepanzertes Fahrzeug, welches Soldaten oder Ladung transportieren und zur Selbstverteidigung oder Unterstützung bewaffnet werden kann. Zudem sollte das Fahrzeug einfach zu produzieren und zu warten sein. Angeblich brauchte Remdiesel nur eine Entwicklungszeit von 25 Tagen. Teile anderer gepanzerter Fahrzeuge wurden übernommen. Remdiesel begann mit der Produktion im März 2022. Das Fahrzeug hat den Beinamen „Achmat“, nach Achmat Abdulchamidowitsch Kadyrow, bekommen. Im Mai 2022 übergab Remdiesel die erste Charge der Z-STS und am 9. Mai wurden diese bei der Militärparade in Grosny gezeigt. Am 22. Juli 2022 verkündete Kadyrow die Bestellung weiterer zwei Dutzend Fahrzeuge. Anfang Oktober wurde die ersten tschetschenischen Z-STS in der Ukraine gesichtet.
Später folgten Bestellungen der regulären russischen Armee, welche damit die im Krieg zerstörten Taifun-Fahrzeuge ersetzen wollte. Einige Z-STS wurden bei der Parade zum Tag des Sieges am 9. Mai 2023 in Moskau vorgeführt.

## Technik
Z-STS ist auf dem Fahrgestell des Lastkraftwagens KamAZ-5350 aufgebaut. Das Fahrzeug hat einen 6×6-Allradantrieb und verfügt über zehn Sitze. Es wurden zwar keine Details über die Panzerung veröffentlicht, aber das Schutzniveau soll den 6×6-Taifun-Fahrzeugen entsprechen. Die Bodenfreiheit des Fahrzeugs legt nahe, dass es über ein Minenschutz verfügt. Z-STS kann in Temperaturen von −50 bis +50 Grad Celsius und bis zu einer Höhe 4500 m betrieben werden. Das Fahrzeuge kann von einer Iljuschin Il-76 oder Antonow An-124 als Luftfracht transportiert werden.

## Kampfeinsätze
Der Remdiesel Z-STS wird von Russland im Russisch-Ukrainischen Krieg eingesetzt. Laut dem Oryx-Blog gingen mit Stand Dezember 2024 mindestens 55 Fahrzeuge verloren.